# Blankvers
Der Blankvers ist ein reimloser jambischer Fünfheber mit männlicher oder weiblicher Kadenz. Das metrische Schema ist also:
◡—◡—◡—◡—◡—(◡)
Er ist sowohl in der englischen als auch in der deutschen Literatur der klassische dramatische Vers.
Die Beliebtheit des Blankverses vor allem als dramatisches Metrum rührt daher, dass er außerordentlich flexibel und variabel ist. Er hat keine feste Zäsur, und Pausen können an beliebiger Stelle eingebaut werden. Die Kadenz kann gleich bleiben oder regelmäßig oder unregelmäßig wechseln. Syntaktische Einheiten können sich der Verseinheit anpassen oder über Versgrenzen greifen (Enjambement) und so Spannung erzeugen, das Sprechtempo beschleunigen oder verlangsamen. Mehrere Sprecher können sich einen Vers teilen und so Dramatik erzeugen (Antilabe).
Das deutsche Wort ist eine Übernahme aus englisch blank verse. Das Adjektiv blank heißt eigentlich ‚leer‘ oder ‚unverziert‘ und bedeutet hier ‚reimlos‘.

## Entwicklung
Wie der Name andeutet, stammt der Blankvers aus der englischen Dichtung. Vorläufer finden sich im französischen vers commun, im italienischen Endecasillabo und im (gereimten) englischen heroic verse. Er geht auf Henry Howard, Earl of Surrey zurück, der in seiner um 1540 entstandenen Übersetzung der Aeneis auf den Reim verzichtete, da man den Reim mit der Würde des antiken Epos für unvereinbar hielt. Im Drama erscheint der Blankvers erstmals in der von Thomas Sackville, 1. Earl of Dorset und Thomas Norton verfassten Tragödie Gorboduc (1561/62 uraufgeführt). Er wurde dann schnell zum Standardversmaß des englischen Dramas, und die großen Dramatiker des 16. und 17. Jahrhunderts, unter ihnen Christopher Marlowe, Ben Jonson und vor allem William Shakespeare, entwickelten ihn weiter und verfeinerten ihn.
Im England des 17., 18. und 19. Jahrhunderts wurde er zudem in der Gedankenlyrik und erzählenden Dichtung verwendet, unter anderem von John Milton in Paradise Lost und Paradise Regained. Milton schreibt in der Vorrede zu Paradise Lost über das von ihm verwendete Versmaß:

„The Measure is English Heroic Verse without Rime, as that of Homer in Greek, and Virgil in Latin; Rhime being no necessary Adjunct or true Ornament of Poem or good Verse, in longer Works especially, but the Invention of a barbarous Age, to set off wretched matter and lame Meeter; grac't indeed since by the use of some famous modern Poets, carried away by Custom, but much to thir own vexation, hindrance, and constraint to express many things otherwise, and for the most part worse then else they would have exprest them.“

„Das Metrum ist ein englischer epischer Vers ohne Reim, so wie bei Homer im Griechischen und Vergil im Lateinischen, ist der Reim doch weder notwendiges Merkmal noch echter Schmuck eines guten Versmaßes, insbesondere nicht bei längeren Gedichten, sondern vielmehr Erfindung eines barbarischen Zeitalters, ein Ausgleich für unwürdiges Sujet und holprigen Vers, seitdem in der Tat geadelt von einigen modernen Dichtern, die sich von der Mode verleiten ließen zu Plackerei, Behinderung und Zwang, viele Dinge anders auszudrücken, als sie es sonst meist besser getan hätten.“

In Deutschland findet der Blankvers, ausgehend von Übersetzungen aus der englischen Literatur, seit dem Ende des 17. Jahrhunderts Verwendung, zunächst allerdings nur sporadisch.

## Der Blankvers im Deutschen
Zu den ersten Verfassern, die den Blankvers im Deutschen verwenden, zählen Christoph Martin Wieland (Lady Johanna Gray, 1758) und Joachim Wilhelm von Brawe (Brutus, entstanden 1757/1758, erschienen 1768). Zum endgültigen Durchbruch verhilft ihm Gotthold Ephraim Lessing mit seinem „dramatischen Gedicht“ Nathan der Weise (1779). Die deutschen Dramatiker der Klassik und des 19. Jahrhunderts (Friedrich Schiller, Johann Wolfgang von Goethe, Heinrich von Kleist, Franz Grillparzer, Friedrich Halm, Friedrich Hebbel und andere) schreiben ihre Versdramen überwiegend in Blankversen.
Der Blankvers ist seit jeher auch für Gedichte verwendet worden, oft solchen erzählenden Inhalts. Bekannte Beispiele stammen von Friedrich Schiller (Das verschleierte Bild zu Sais), Theodor Fontane (Fritz Katzfuß), Theodor Storm (Geh nicht hinein), Conrad Ferdinand Meyer (Il Pensieroso), Carl Spitteler (Zwischen Ilias und Odyssee), Rainer Maria Rilke (Orpheus. Eurydike. Hermes), Hugo von Hofmannsthal (Das Mädchen und der Tod), Rudolf Borchardt (Die Beichte Bocchino Belfortis), Gerhart Hauptmann (Das Spielzeug). In der zweiten Hälfte des 20. Jahrhunderts ging die Verwendung des Blankverses in der BRD zurück, in der DDR dagegen blieb der Vers lebendig und wurde viel verwendet. Ein modernes Beispiel aus dem 21. Jahrhundert ist der Gedichtzyklus im blankvers eines leergefegten gangs des Rappers und Lyrikers Schwartz.
Auch längere Erzähltexte und Versepen sind im Blankvers geschrieben worden; Beispiele sind Geron, der Adlige von Christoph Martin Wieland und Goliath von Friedrich Wilhelm Weber.
Blankverse im Rahmen eines Prosatextes finden sich zum Beispiel in Klabunds Ben Jonson und der Spitzbube.
Häufig wurden Blankverse für Gebrauchs- und Anlassgedichte genutzt, etwa anlässlich von Denkmalseinweihungen, Theatereröffnungen oder Gedenkveranstaltungen.
Schließlich wurde der Blankvers auch benutzt, um Dichtungen fremder Sprachen ins Deutsche zu übersetzen, wobei diese oft nicht selbst im Blankvers geschrieben sind; Gottfried August Bürger etwa hatte begonnen, die Ilias in Blankverse zu übersetzen, ehe sich die Hexameter-Übertragungen der homerischen Epen durchsetzten; Christoph Martin Wieland hat die Briefe des Horaz in Blankverse gebracht, weil sie ihm dafür besser geeignet schienen als die deutschen Hexameter, die als Übersetzung der horazschen Hexameter doch naheliegender gewesen wären.

## Beispiele
Ein frühes, selbstbezügliches Beispiel aus der Ode Der Gegen-Parnaß von Samuel Gotthold Lange, in dem der Blankvers strophisch organisiert auftritt (spätere Gedichte benutzen ihn fast ausschließlich stichisch):
Vom Reim entfesselt, eilt mein sichrer Fuß

Auf Flaccus Bahn. Ich lache glücklich kühn,

Der finstern Klüfte und der steilen Jähe,

Und auch des rasenden Geschreys der Reimer,

Ich hebe mich zum Sternen schwindelfrey,

Weit unter meiner Bahn schwärmt Battus Bruth,

Und lästert die ihm zu verwegnen Schritte,

Und klaget die gebrochenen Gesetze.
Metrisch präziser Goethe, hier die ersten Verse seiner Iphigenie auf Tauris:
Heraus in eure Schatten, rege Wipfel

Des alten heil’gen, dichtbelaubten Haines,

Wie in der Göttin stilles Heiligtum,

Tret ich noch jetzt mit schauderndem Gefühl,

Als wenn ich sie zum ersten Mal beträte,

Und es gewöhnt sich nicht mein Geist hierher […]
Ein vergleichsweise kurzes Blankvers-Gedicht eines Dichters, der eher als Verfasser von Reimversen bekannt ist, ist Der Schlaf von Christian Morgenstern:
Der Schlaf schickt seine Scharen in die Nacht,

Unholde, Legionen auf Legion …

Vom Rücken schleichen sie ihr Opfer an,

auf leisen Tatzen, und umarmen es,

wie Bären, unentrinnbar und geräuschlos, –

bis alle Muskeln ihm erschlafft, und stumm

von ihrer Brust der Leib zu Boden rollt …

Und wenn so alles hingebettet liegt,

so traben sie zu ihrem Herrn zurück,

und ihr Gebrumm erfüllt wie dumpfer Donner

die düstren Waldgebirge seines Reichs.